# Coelho Rodrigues
Helvécio Coelho Rodrigues (Genebra, 1º de janeiro de 1893 — Rio de Janeiro, 18 de janeiro de 1959) foi um jornalista, militar e político brasileiro que exerceu o mandato de deputado federal pelo Piauí.

## Dados biográficos
Filho de Antônio Coelho Rodrigues e Alcina Lins Coelho Rodrigues. Ingressou na Escola Naval em 1912 e em outubro do ano seguinte sobreviveu ao desastre envolvendo o rebocador Guarani em Angra dos Reis. Proprietário e redator-chefe dos jornais O Parnaíba e O Piauí, estreou na vida política ao eleger-se deputado estadual pelo Piauí em 1935, no entanto teve o mandato extinto dois anos depois pelo Estado Novo. Nos anos seguintes representou o Ministério da Marinha junto ao Conselho Nacional do Petróleo e comandou um navio mercante na costa brasileira durante a Segunda Guerra Mundial. Em sua carreira militar alcançou o posto de capitão de corveta reformando-se em 1942.
Retornou à política nos estertores da Era Vargas sob a legenda da UDN e foi eleito deputado federal pelo Piauí em 1945. Membro da Assembleia Nacional Constituinte que elaborou a Constituição de 1946, assumiu a vice-presidência do conselho deliberativo do Centro de Estudos e Defesa do Petróleo e da Economia Nacional (CEDPEN) em 1949. No curso do mandato filiou-se ao PR e disputou um mandato de deputado federal pelo Distrito Federal em 1950, mas não obteve sucesso.
Além de Coelho Rodrigues, outro político nascido no exterior a representar o Piauí no Congresso Nacional foi Hugo Napoleão a partir dos anos 1970.